# Salada de maçã com molho de alho
Salada de maçã com molho de alho é uma salada típica da culinária indo-portuguesa de Goa, Damão e Diu, outrora pertencentes ao Estado Português da Índia.
É preparada com maçãs verdes, alho, sal, azeite, pimenta-do-reino, mostarda em pó, alface, vinagre de maçã e açúcar .
Pode ser consumida isoladamente, como entrada, ou como acompanhamento de outros pratos, tais como carne assada .